# Lykke Li
Li Lykke Timotej Zachrisson (Ystad, 18 de marzo de 1986) más conocida por su nombre artístico Lykke Li, es una cantante y compositora sueca. Ganadora de dos premios Grammis, debutó en 2008, con su primer álbum de estudio, Youth Novels. Sus canciones a menudo mezclan elementos del indie pop, dream pop y electrónica. Es conocida por ser la intérprete de la canción I Follow Rivers de la banda sonora de la película La vida de Adèle.

## Biografía
Lykke nació en Ystad en 1986, y se crio con padres muy involucrados en el mundo del arte: su madre es pintora y su padre, músico. La familia se mudó a Estocolmo cuando ella era una niña pequeña, y más tarde pasaron a vivir en la cima de una montaña en Portugal, donde estuvieron cinco años. También residieron en Lisboa y Marruecos, y pasaban los inviernos en India y Nepal. Se mudó a Bushwick, en Brooklyn (Nueva York), donde vivió durante tres meses cuando tenía 19 años. A los 21 años regresó a Suecia para grabar su disco. Actualmente, cuando no está de gira, reside en Los Ángeles (California).

## Carrera

### Inicios,Youth NovelsyWounded Rhymes(2008–13)

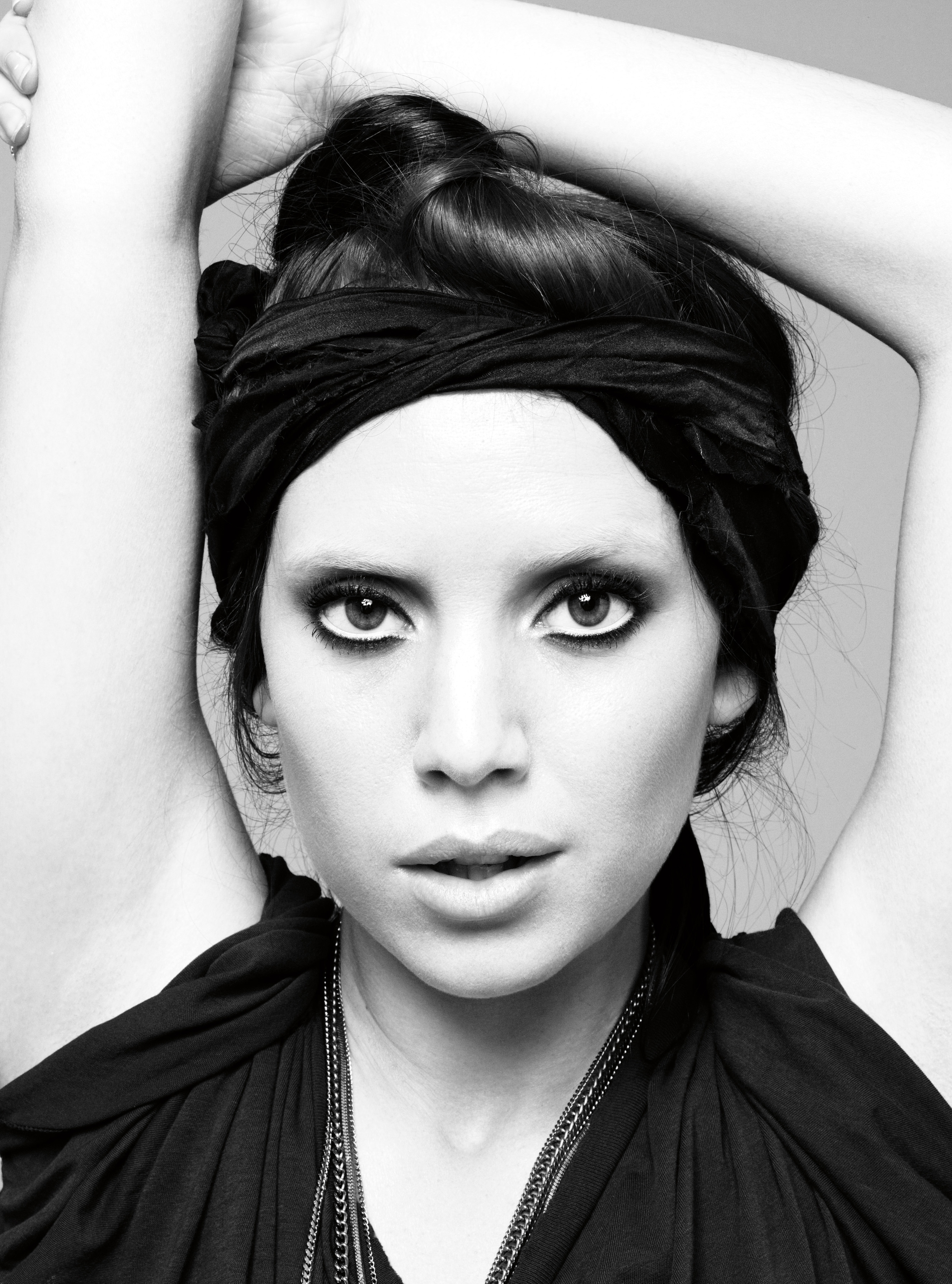
Autorretrato (2009)

Lanzó su primer álbum al norte de la península escandinava con la discográfica LL Records el 18 de febrero de 2008 y amplió su lanzamiento al resto de Europa en julio del mismo año. El álbum lo produjeron Björn Yttling de Peter Bjorn and John y Lasse Marten, y se inspiró en una relación anterior de tres años. Fue lanzado en Estados Unidos el 6 de mayo de 2008, en Irlanda el 6 de junio y en Reino Unido el 9 de junio, promovido por la presentación del tema ‘Little Bit’ en el programa de televisión Later With Jools Holland, del 25 de mayo de 2008.
Lykke Li consiguió mucho éxito cuando lanzó el LP del tema `Little Bit`. El blog musical Stereogum la nombró como una de las 'artistas para escuchar' en octubre de 2007 y describió su música como una mezclar entre soul, electro y ‘poderoso y azucarado pop’.
Aparece en el álbum homónimo del músico sueco Kleerup, en la canción ‘Until We Bleed’. También trabajó con Röyksopp en su álbum ‘Junior’, donde dio voz al tema ‘Miss It So Much’. 
Lykke se volvió muy popular entre los fanes de la música indie, tal vez por llevarlo a lo más convencional de la música un sabor particular en el programa Last Call With Carson Daly el 18 de febrero de 2009. También recibió gran notoriedad por haber versionado el tema de Kings of Leon Knocked Up con y sin participación de la banda. Hizo la canción ‘Gifted’ junto a Kanye West, y el 19 de abril de 2009 participó del festival Coachella en California.
Otro de sus grandes éxitos fue la canción ‘Possibility’ incluida en la banda sonora de la película New Moon.
A partir de octubre de 2010, mediante su página fan de Facebook, Lykke Li empezó a hacer pública información de su nuevo disco. El 15 de noviembre publicó su nuevo videoclip, como promoción de su nuevo disco. La canción, llamada “Get Some”, se encuentra en Spotify junto a Paris Blue, ambas del nuevo disco, Wounded Rhymes. Lykke Li anunció las fechas de lanzamiento de su nuevo disco para el año siguiente. En el Reino Unido el disco se lanzó el 28 de febrero de 2011, en Estados Unidos el 1 de marzo y en el resto de Europa durante la primera semana de marzo.

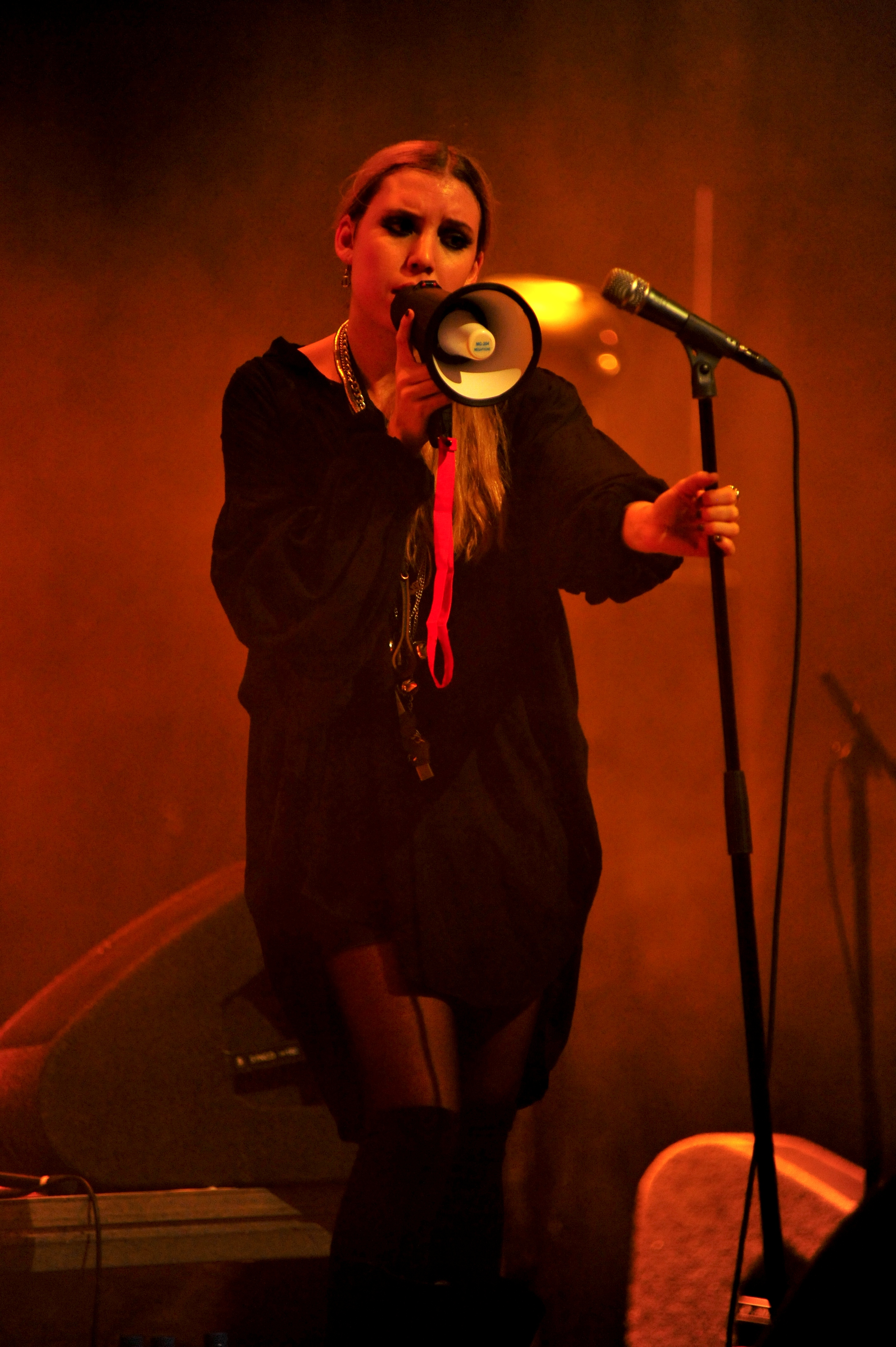
Lykke Li actuando en Paradiso en Ámsterdam, diciembre de 2008

### I Never Learn(2014–17)
El 27 de febrero de 2014, Lykke Li lanzó el vídeo de la canción principal de su tercer álbum de estudio, "I Never Learn". Después del lanzamiento, Li lanzó el vídeo del sencillo "Love Me Like I'm Not Made of Stone" el 4 de marzo de 2014. El 10 de abril de 2014, publicó un vídeo para el sencillo principal, "No Rest for the Wicked". El 15 de julio de 2014 , también lanzó un vídeo para el sencillo: "Gunshot".
Lykke Li, lanzó oficialmente "I Never Learn", el 2 de mayo de 2014. Una vez más, su álbum apareció en varias listas como los mejores álbumes de 2014. Entre ellas destacan: Billboard, Complex o Pitchfork. Debutó en el puesto número 29 de la aclamada lista de Billboard. El 30 de mayo de 2014, Lykke Li lanzó un EP con remixes de "No Rest for the Wicked".
En 2015, Li apareció en el álbum debut de Emile Haynie: We Fall en la canción "Come Find Me", que también presenta a Romy Madley Croft (The xx). También colaboró con Woodkid para crear una canción para la serie Divergente: Insurgente - Banda sonora original de la película. La canción "Never Let You Down" se lanzó como single el 9 de marzo de 2015.
El 6 de abril de 2015, lanzó el vídeo de "Never Gonna Love Again", dirigido por Philippe Tempelman. En septiembre de 2016, el supergrupo Liv, junto con Lykke Li, lanzaron su primer sencillo "Wings of Love". El vídeo musical fue dirigido por Lykke Li.

### So Sad So SexyyEyeye(2018–actualidad)
Lykke Li lanzó su cuarto álbum de estudio, So Sad So Sexy, el 8 de junio de 2018 a través de la discográfica RCA. Junto con este anuncio, publicó los dos primeros sencillos, "Deep End" y "Hard Rain".
En abril de 2019, Lykke Li y Mark Ronson publicaron su colaboración titulada "Late Night Feelings" como segundo sencillo del álbum: "Late Night Feelings". En julio de 2019, Lykke Li lanzó el EP "Still Sad Still Sexy", con 4 remixes de "So Sad So Sexy" y dos canciones nuevas. En una entrevista de 2019 hablando sobre su quinto álbum de estudio, Lykke Li dijo a NME: "Creo que, tal vez para decepción de todos, realmente voy a reducirlo, retroceder y ralentizarlo. [...] Será más como música soul. Seguirá siendo triste y sexy".
En octubre de 2020, lanzó el sencillo "BRON", una canción cantada íntegramente en sueco. Sin embargo, el sencillo no fue incluido en el álbum. Lykke Li lanzó "No Hotel", el sencillo principal de su quinto álbum de estudio, Eyeye, el 23 de marzo de 2022. El álbum fue lanzado el 20 de mayo de 2022.
En julio de 2022, se anunció que Li se asociaría con el director creativo Theo Lindquist y el artista Nick Verstandpresente para presentar una instalación inmersiva, titulada Ü & EYEYE, en The Broad Museum de la ciudad de Los Ángeles. El proyecto pretendía "transformar el Oculus Hall de Broad en una catedral hipersensorial de fantasía romántica femenina", dijo en un comunicado emitido sobre la instalación. La noche inaugural contó con una actuación especial de Li y su banda en el vestíbulo del Broad y en las galerías del tercer piso.
En 2024 participó en la banda sonora de la película The Last Showgirl, componiendo y produciendo el tema principal "Beautiful That Way" junto a Andrew Wyatt e interpretado por Miley Cyrus. En 2025, publicó un nuevo EP, titulado Covers (2025) versionando las canciones de «Into My Arms» de Nick Cave & The Bad Seeds, «Stand By Me» de Ben E. King y «Love Hurts» de The Everly Brothers.

## Vida personal
Sobre su práctica de meditación trascendental, Lykke Li dijo en 2014: "Es realmente interesante desde un punto de vista creativo. Antes, solo podía escribir unas pocas frases y tenía que tomarme un descanso de unos días antes de poder continuar". De repente, podía escribir y terminar una canción de una sola vez: verso, verso, verso, estribillo, todo. Y eso sucedería canción tras canción. Finalmente, le abrí la puerta".
El 30 de octubre de 2015, Lykke Li publicó una foto en Instagram anunciando su embarazo. El 12 de febrero de 2016, anunció en Facebook el nacimiento de su hijo Dion, cuyo padre es el músico Jeff Bhasker. Su madre murió tres semanas después del nacimiento de Dion; ella dice que su álbum So Sad So Sexy nació de este momento difícil de su vida. Lykke Li reveló que estaba embarazada de su segundo hijo el 12 de abril de 2023 a través de sus redes sociales.
Lykke Li ha citado entre sus influencias principales musicales a Neil Young, The Shangri-Las, This Mortal Coil, The Beatles y The Rolling Stones. Otros artistas que también han influenciado son: The Velvet Underground, Leonard Cohen, o Beach House.

## Discografía

### Álbumes de estudio
- Youth Novels (2008)
- Wounded Rhymes (2011)
- I Never Learn (2014)
- So Sad So Sexy (2018)
- EYEYE (2022)

### EP
- Little Bit (2007)
- iTunes Festival: London 2008 (2008)
- iTunes Session (2011)
- Still Sad Still Sexy (2019)
- Covers (2025)

## Filmografía
- Tommy (2014)[36]
- Song to Song (2017)

## Premios y nominaciones
| Premiación                      | Año  | Nominado(s)                                                 | Categoría                                       | Resultado | Ref.   |
| ------------------------------- | ---- | ----------------------------------------------------------- | ----------------------------------------------- | --------- | ------ |
| Antville Music Video Awards     | 2008 | "I'm Good, I'm Gone"                                        | Best Performance Video                          | Nominada  | [ 37 ] |
| Antville Music Video Awards     | 2008 | "I'm Good, I'm Gone"                                        | Best Choreography                               | Nominada  | [ 37 ] |
| Antville Music Video Awards     | 2008 | "I'm Good, I'm Gone"                                        | Best Art Direction                              | Nominada  | [ 37 ] |
| Antville Music Video Awards     | 2011 | "Sadness Is a Blessing"                                     | Best Narrative                                  | Ganadora  | [ 38 ] |
| Antville Music Video Awards     | 2011 | "Sadness Is a Blessing"                                     | Best Cinematography                             | Nominada  | [ 38 ] |
| BT Digital Music Awards         | 2011 | Wounded Rhymes Google Earth Moon gig                        | Best Artist Promotion                           | Nominada  | [ 39 ] |
| Camerimage                      | 2018 | "Hard Rain"                                                 | Best Music Video                                | Nominada  | [ 40 ] |
| Camerimage                      | 2022 | "5D"                                                        | Best Music Video                                | Nominada  | [ 41 ] |
| ECHO Awards                     | 2012 | "I Follow Rivers"                                           | Hit of the Year                                 | Nominada  | [ 42 ] |
| European Border Breakers Awards | 2009 | Youth Novels                                                | Album of the Year                               | Ganadora  | [ 43 ] |
| European Festivals Awards       | 2012 | "I Follow Rivers"                                           | Festival Anthem of the Year                     | Ganadora  | [ 44 ] |
| Premios Globo de Oro            | 2024 | "Beautiful That Way" – (junto a Miley Cyrus y Andrew Wyatt) | Mejor canción original                          | Nominada  | [ 45 ] |
| Premios Grammis                 | 2009 | Ella misma                                                  | Mejor artista nuevo                             | Nominada  | [ 46 ] |
| Premios Grammis                 | 2012 | Ella misma                                                  | Mejor artista de Pop                            | Nominada  | [ 47 ] |
| Premios Grammis                 | 2012 | Ella misma                                                  | Mejor Compositor                                | Nominada  | [ 47 ] |
| Premios Grammis                 | 2012 | Ella misma                                                  | Mejor éxito internacional                       | Nominada  | [ 47 ] |
| Premios Grammis                 | 2012 | Ella misma                                                  | Mejor artista                                   | Ganadora  | [ 47 ] |
| Premios Grammis                 | 2012 | Wounded Rhymes                                              | Mejor álbum                                     | Ganador   | [ 47 ] |
| Premios Grammis                 | 2015 | Ella misma                                                  | Mejor artista de Pop                            | Nominada  | [ 48 ] |
| Premios Grammis                 | 2019 | Ella misma                                                  | Mejor artista de Pop Alternativo                | Nominada  | [ 49 ] |
| Premios Grammis                 | 2019 | Ella misma                                                  | Mejor compositor                                | Nominada  | [ 49 ] |
| Premios Grammis                 | 2019 | So Sad So Sexy                                              | Mejor álbum                                     | Nominado  | [ 49 ] |
| Hollywood Music in Media Awards | 2024 | "Beautiful That Way" – (junto a Miley Cyrus y Andrew Wyatt) | Mejor canción original - película independiente | Ganadora  | [ 50 ] |
| UK Music Video Awards           | 2019 | Late Night Feelings                                         | Mejor estilismo en un video musical             | Nominada  | [ 51 ] |
| UK Music Video Awards           | 2022 | Eyeye                                                       | Mejor álbum visual                              | Nominada  | [ 52 ] |
| World Music Awards              | 2014 | Ella misma                                                  | Premio World a la mejor artista femenina        | Nominada  | [ 53 ] |
| World Music Awards              | 2014 | Ella misma                                                  | Premio World al mejor artista en vivo           | Nominada  | [ 53 ] |
| World Music Awards              | 2014 | I Follow Rivers                                             | Premio World a la mejor canción                 | Nominada  | [ 53 ] |